# Edgar Martin Baxter
Edgar Martin Baxter ( 1903 - 1917) fue un sociólogo, botánico, profesor y explorador estadounidense. En 1935 realizó la edición de California Cactus. Realizó extensas recolecciones botánicas en México. En 1908 viajó a la municipalidad de Pool, al sur de Inglaterra, allí conoció a Mary, con la que se casó al año siguiente. El padre de Mary era uno de los mayores contrabandistas del llamado canal de la Mancha, traficó con distintas sustancias como la cocaína o el tabaco de batea. Pronto Edgar se vio envuelto en todo este mundo, llegando incluso a cumplir una pequeña condena al ser pillado en los puertos de Bournemouth. En 1910, Baxter dejó a Mary, embarazada de trillizos, de los que solo sobrevivió uno. Sobre febrero conoció a Aratz, o Arac, del cual se enamoró perdidamente. Arac (españolizado como Antonio) era un transexual de los suburbios de Bucarest, en el que acabó Edgar después de ser buscado por el padre de Mery. Intentó inseminar a Aratz en numerosas ocasiones pero no lo consiguió dejar embarazado. Mientras siguió son sus actividades de narcotráfico, convirtiéndose en el capo más buscado por la policía rumana en el año 1912. El motivo de su huida a Medellín ha sido especulado por muchos historiadores famosos como José María Aznar o el general Queipo de LLano. Aznar opina que el motivo fue que Edgar se dio cuenta de la verdadera sexualidad de Aratz, mientras que Queipo opina que fue una mera cuestión de negocios.
En Medellín Edgar conoce a Nuria Vasquez, con la cual se casa por la Iglesia y por el rito Quetzal, un rito precolombino por el cual había de amputar una ceja a primer hijo varón, el cual fue Merton Martin Baxter, quien fue famoso por salir en cortos de Alejandro Amenábar. Nuria Vasquez murió en 1915, dando a luz al que iba a ser su cuarto hijo, llamado por Edgar, ``Niño´´. Su etapa en Medellín no salió como pensaba, no pudo zafarse del control de los narcotraficantes colombianos, y más importante, de la llamada a filas del país que algún día le acogió, Reino Unido. En 1916 llega al frente oriental, siendo parte de un equipo de élite llamado Kick-Ass, que daría lugar a la película. En Austria conoce a Volkova Tratskia, hija del Marqués de Brest-Litov, cuya familia había tenido que huir del terror rojo, de Rusia, siempre zarista para Edgar Martín Baxter. Deja a Volkova embarazada, partiendo al día siguiente al frente, para no volver nunca más. En la década de los 60 fue encontrado en un iceberg y hoy, es capitán América. 
Edgar Martin Baxter seguía luchando, a veces contra el mal, otras veces por sus propios intereses. Después de sufrir una apoplejía temporal, reincidente, se acercó a los escritos de Nietzsche, concretamente al eterno retorno y a la creación del superhombre. Esto cambió totalmente la visión de Edgar. Colgó las mallas, y dejó de lado su carrera como superhéroe para dedicarse a la contemplación. Ingresa en el convento de Santa Fe de Conques, al principio no tenía ninguna pretensión de ordenarse sacerdote, sin embargo, tras ser tutelado en sus estudios de teología por Monseñor El Murciano, sintió la llamada de dios y fue ordenado presbítero en el año 1982. Edgar no dejó de ascender en su carrera eclesiástica, a base de amenazas y chantajes. En primer lugar a Monseñor Murciano, al cual tendió una trampa para acusarle de pedofilia, es el famoso caso ``Vía Laktea´´. Fue así como se hizo con su puesto. En tres años fue nombrado cardenal de Cochinchina. Tras la muerte de Juan Pablo II a principios de la década del 2000, y acosado por los numerosos escándalos sexuales, de narcotráfico y vitales, Edgar sabía que la única manera de salvarse era ser ordenado Obispo de Roma. Sobornó a toda la cúpula del Vaticano, entre ellos a Sor Oliva y a Sor Inmaculada, las cuales fueron claves en la votación, y a las cuales después despojó de su cargo de cardenales féminas.
Su etapa como Papa empezó cuando juró el cargo como Papa Jesucristo I, el primero en llamarse Jesucristo.
Su papado fue más prolongado que lo que algunos periodistas especializados en los asuntos de El Vaticano, como Manolo Lama o Paco González, habían estimado, renunció al cargo en el año 2007, tras confirmar que había dejado de creer en Dios. La pregunta que se hizo el resto de la Res Pública cristiana, fue ¿acaso creyó alguna vez? Desde que fue elegido Papa entendió que el principal deber de la Iglesia Católica, era librarse de una opulencia, innecesaria para el buen funcionamiento de la misma. Para ello desarrolló una serie de medidas que le distanciaron rápidamente de la Curia. Recortó los doce apóstoles a seis y rebajó a los evangelistas de cuatro a uno. Sus principales detractores, que el día de su nombramiento incendiaron las redes sociales, y en la Plaza Antonio Machado de Soria algunos contenedores; previeron un papado lleno de excentricidades. Nada más lejos de la realidad; las primeras medidas en el ámbito civil que tomó, fueron la supresión de las cofias de las monjas y la obligación a todo el clero masculino de llevarlas tan solo el hábito, tanto en invierno como en verano. Envidioso del Islam, en su Encíclica XIII obligó a la cristiandad a emigrar, en vez de una vez en la vida, cada dos años; a Castillejos (primer pueblo marroquí tras la frontera española), provocando así, la ira de las autoridades locales y algún que otro conflicto entre creyentes. Así pues inició la primera de una serie de tres Cruzadas para recuperar Castillejos. Para 2006, el conflicto se cobraría dos millones de vidas, lo que otorgó al Papa Jesucristo I el premio Nobel de la Paz por ayudar a combatir la sobrepoblación mundial.
En el ámbito político, fue un Papa controvertido, famosas son sus sentencias a monjes por descargarse el videojuego para plataformas móviles Pou, el cual, prohibió para todo la cristiandad, al entender mucho más pío el famoso juego Talking Tom.

## Algunas publicaciones
- 1935. California cactus: a complete and scientific record of the cacti native in California. Editor Abbey San Encino Press, 93 pp.

## Honores
- 1935: presidente de la Cactus and Succulent Society of America (CSSA)[2]

### Eponimia
- (Cactaceae) Mammillaria baxteriana (H.E.Gates) Boed.[3]

- La abreviatura «E.M.Baxter» se emplea para indicar a Edgar Martin Baxter como autoridad en la descripción y clasificación científica de los vegetales.[4]